# 曹阳
曹阳（1981年12月15日—），天津人，回族，中國足球运动员。整个职业生涯效力於天津泰达，被誉为“一人一城、一生一队”，司职后卫 。在中國足球超級聯賽素有“带刀侍卫”的美誉。

## 职业生涯
曹阳在2000年甲A联赛第25轮天津泰达主场对阵云南红塔时迎来了自己顶级联赛的处子秀。随后逐渐成为队内的主力右后卫。
2002年世界杯后，中国国家足球队重组，当时沈祥福是过渡教练，在巴林参加西亚四强邀请赛，当时年仅21岁的曹阳首次入选国家队，令人没有想到的是，首次代表国家队参赛就受重用，西亚四强邀请赛三战均首发打满90分钟，而最后一战对巴林时打进首粒国际A级赛入球。2005年作为主力右后卫代表国家队参加东亚四强赛的2场比赛，身披11号球衣。
2008年赛季中，曹阳打进7球，在国产球员中仅列杜震宇、曹添堡、郜林和韩鹏之后，但同这4名球员不同，曹阳是惟一的正宗后卫。
2009年，入选高洪波带领的“高一期”国家队，并还担任了场上队长。
2010年赛季初，曹阳经历了天津泰达的合同门和罢训门后最终经过妥协还是回归天津泰达队，但从此不再担任球队的正选队长。
2013年曹阳在与北京国安队的比赛中，打进职业生涯第45个进球，打破了由范志毅保持的后卫进球44球的记录，成为中国职业联赛历史上进球最多的后卫运动员。
2015赛季，球队实施年轻化政策，曹阳离开一线队，转而成为预备队球员兼助理教练。

2016赛季准备期，由于后防线人员吃紧，曹阳重返一线队大名单。

2016赛季中超第5轮，曹阳时隔531天之后再度披挂出场，并打入一球帮助球队逼平对手。

2019年12月1日，曹阳在赛季最后一轮中首发出场并在第65分钟打入一粒点球，然后在90分钟被换下。至此，曹阳近20年的职业生涯画上句号。

## 外部連結
- 曹阳 – FIFA國際賽競賽紀錄 (存檔)